# スラヴコ・ヴィンチッチ
スラヴコ・ヴィンチッチ （Slavko Vinčić、1979年11月25日 - ）は、スロベニア・マリボル出身のサッカー審判員。2010年から国際サッカー連盟 (FIFA) に国際審判員として登録されている。当初はダミル・スコミナの審判団におけるの追加アシスタントとしてUEFA EURO 2012に出場した。
2021年7月の時点で、彼はチャンピオンズリーグ12試合とヨーロッパリーグ19試合を担当しており、ポルトとチェルシーの間で行われた2020-21CL準々決勝、及びアーセナルとビジャレアルの間で行われた2020-21EL準決勝を担当している。
UEFA EURO 2020では2つのグループステージマッチ（スペイン-スウェーデンとスイス-トルコ）とイタリアとベルギーの準々決勝を担当した。
2020年5月30日ボスニア・ヘルツェゴビナでの売春と麻薬の指輪に対する警察の捜査の一環として、ヴィンチッチが誤認逮捕されるという出来事があったが、すぐに潔白が証明された。